# Época de Oro de las telenovelas de TVN

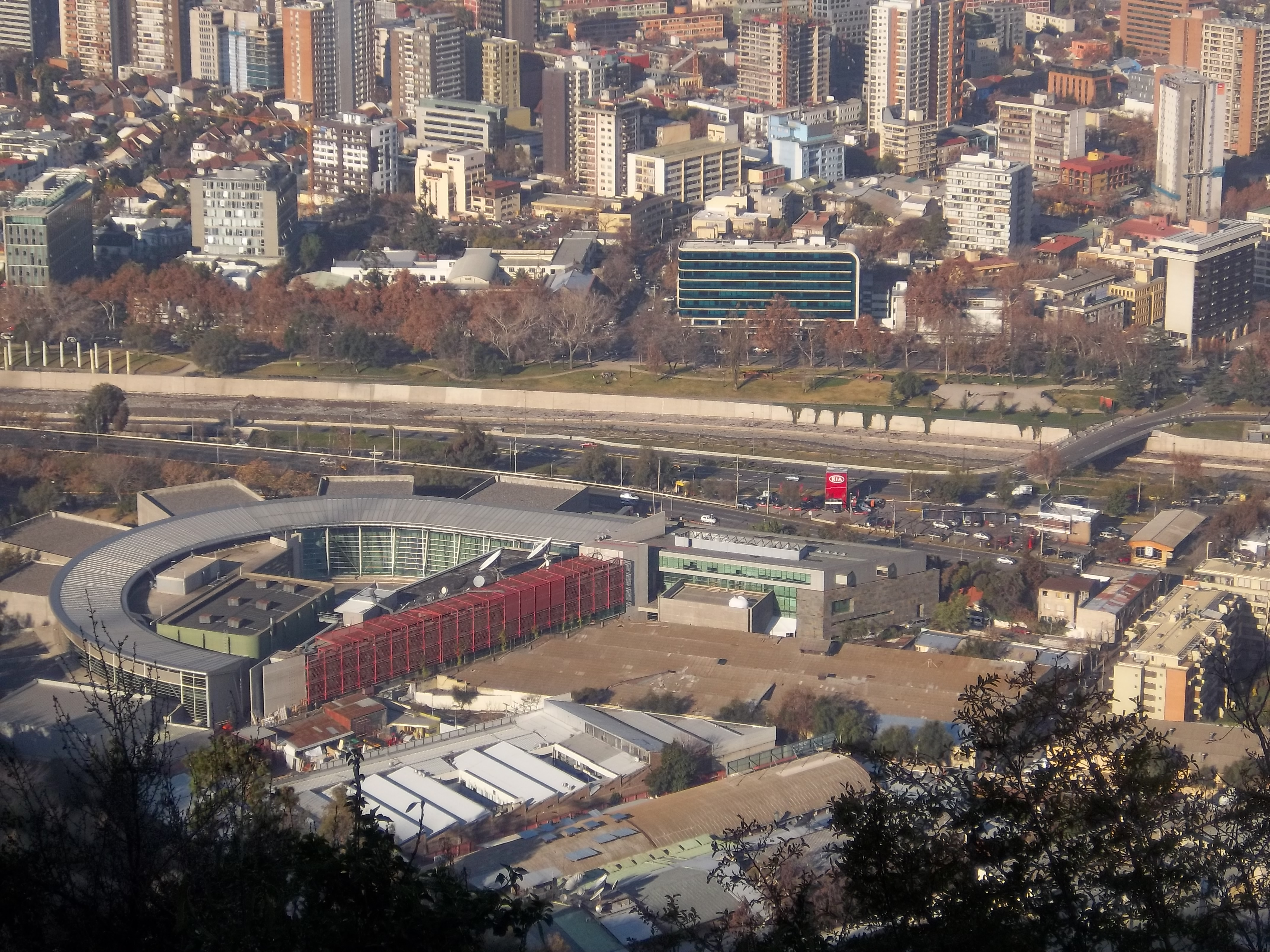
Principales estudios de ficción de Televisión Nacional en Santiago de Chile.

La Época de Oro de la telenovela chilena o era dorada de las teleseries es un periodo en la historia de la televisión chilena comprendido entre 1990 y 2005 cuando la industria dramática de Televisión Nacional de Chile, comenzó a descentralizar la ambientación de sus telenovelas hacia distintas regiones geográficas del país. En este período, se decidió crear diversos contenidos basados en temáticas sociales de la cultura e idiosincrasia local.
La industria televisiva alcanzó altos grados de calidad en la producción y éxito económico de sus teleseries, además de haber obtenido un gran reconocimiento a nivel nacional. Este fue un período donde el género de la ficción comienza a atraer la atención del público, y donde muchas historias clásicas de este género obtuvieron grandes índices de audiencias, entre ellas Romané, Amores de mercado, Los Pincheira, Aquelarre, Pampa Ilusión, Ámame, El circo de las Montini, La Fiera, Iorana y Sucupira.
Entre los directores han sobresalido Vicente Sabatini, considerado el director chileno más reconocido de la historia, impulsor de las mayores telenovelas con representación popular y cultural; María Eugenia Rencoret, directora de la telenovela con mayor audiencia registrada por el People Meter, Amores de mercado; Verónica Saquel, ejecutora y gestora del proceso cultural de las telenovelas y Pablo Ávila, ejecutor de todas las producciones de Sabatini y Rencoret, entre otros. Por otro lado, entre los gerentes de Televisión Nacional destaca Cecilia Stoltze y Jaime de Aguirre.
Las asignaciones económicas más significativas fueron lideradas por Claudia Di Girolamo, la protagonista de los mayores éxitos de esta época; Yael Unger, Bastián Bodenhöfer, Francisco Reyes y Álvaro Rudolphy. Carolina Fadic y Ángela Contreras fueron otros actores que lograron buenos ingresos y posición en la industria. Entre los actores más destacados figuran Mauricio Pesutic, Alfredo Castro, Coca Guazzini, Delfina Guzmán, Héctor Noguera, Luis Alarcón, Jaime Vadell, Eduardo Barril, José Soza, Ana Reeves, Consuelo Holzapfel, Edgardo Bruna, Patricia Rivadeneira, Álvaro Escobar, Claudia Burr, Álvaro Morales, Alejandra Fosalba, Amparo Noguera, Pablo Schwarz, Tamara Acosta, Francisca Imboden, Francisco Melo, Francisco Pérez-Bannen, Sigrid Alegría, Juan Falcón, Blanca Lewin, Ricardo Fernández, Néstor Cantillana, entre otros.

## Historia
El director Vicente Sabatini impulsado por el directorio de Televisión Nacional de Chile, se encargó de diseñar y estructurar una nueva temática de telenovela, generando contenidos basados en el reflejo de la sociedad chilena a través de distintas locaciones del país. Sabatini convocó la presencia de actores y actrices provenientes del teatro chileno en sus elencos.

### Fin de la época
A comienzos de 2005 se estrenó la última gran superproducción de Vicente Sabatini (Los Capo) que no logró buenos índices de audiencia y siendo superada por la competencia de Canal 13. Resulta más complejo especificar el fin de la Edad de Oro de las Teleseries de TVN que su comienzo, aunque diversos factores coincidentes cambiaron a este género a mediados de la década de 2000; entre éstos, uno de los más importante fue, quizás, la rápida contracción del mercado telenovelista impuesto por la productora Verónica Saquel con Brujas. Al mismo tiempo, el área dramática crea nuevos bloques de teleseries como el horario nocturno y el horario juvenil. Asimismo el productor ejecutivo Pablo Ávila y el director general Vicente Sabatini son asignados a otros cargos en TVN, dejando a María Eugenia Rencoret como cabeza del área dramática. Así, en la segunda mitad de 2005 comenzó con una marcada reducción de actores en el área y como género; al mismo tiempo, los avances tecnológicos —con el lanzamiento del Cómplices y Floribella en 2006— y las diversas producciones exhibidas en un año, redujeron el presupuesto y la calidad de las producciones.

## Producciones
| #              | Año            | Título                  | Eps.           | Emisión original                              | Director         | Locación                     |
| Década de 1990 | Década de 1990 | Década de 1990          | Década de 1990 | Década de 1990                                | Década de 1990   | Década de 1990               |
| -------------- | -------------- | ----------------------- | -------------- | --------------------------------------------- | ---------------- | ---------------------------- |
| 1              | 1991           | Volver a empezar        | 110            | 1 de abril de 1991 — 30 de agosto de 1991     | Vicente Sabatini | —                            |
| 2              | 1992           | Trampas y caretas       | 105            | 23 de marzo de 1992 — 20 de agosto de 1992    | Vicente Sabatini | —                            |
| 3              | 1993           | Jaque mate              | 95             | 8 de marzo de 1993 — 23 de julio de 1993      | Vicente Sabatini | —                            |
| 4              | 1994           | Rompe corazón           | 98             | 14 de marzo de 1994 — 2 de agosto de 1994     | Vicente Sabatini | —                            |
| 5              | 1995           | Estúpido cupido         | 112            | 13 de marzo de 1995 — 16 de agosto de 1995    | Vicente Sabatini | Lo Cañas                     |
| 6              | 1996           | Sucupira                | 108            | 11 de marzo de 1996 — 9 de agosto de 1996     | Vicente Sabatini | Zapallar                     |
| 7              | 1997           | Oro verde               | 104            | 10 de marzo de 1997 — 5 de agosto de 1997     | Vicente Sabatini | Pucón                        |
| 8              | 1998           | Iorana                  | 103            | 9 de marzo de 1998 — 31 de julio de 1998      | Vicente Sabatini | Isla Rapa Nui                |
| 9              | 1999           | La Fiera                | 106            | 8 de marzo de 1999 — 3 de agosto de 1999      | Vicente Sabatini | Dalcahue                     |
| Década de 2000 |                |                         |                |                                               |                  |                              |
| 10             | 2000           | Romané                  | 115            | 6 de marzo de 2000 — 15 de agosto de 2000     | Vicente Sabatini | Mejillones                   |
| 11             | 2001           | Pampa Ilusión           | 114            | 7 de marzo de 2001 — 3 de agosto de 2001      | Vicente Sabatini | Oficina Santiago Humberstone |
| 12             | 2002           | El circo de las Montini | 125            | 11 de marzo de 2002 — 9 de agosto de 2002     | Vicente Sabatini | Puerto San Antonio           |
| 13             | 2003           | Puertas Adentro         | 112            | 10 de marzo de 2003 — 15 de agosto de 2003    | Vicente Sabatini | Peñalolén                    |
| 14             | 2004           | Los Pincheira           | 127            | 8 de marzo de 2004 — 3 de septiembre de 2004  | Vicente Sabatini | Yerbas Buenas                |
| 15             | 2005           | Los Capo                | 124            | 7 de marzo de 2005 — 5 de septiembre de 2005  | Vicente Sabatini | Quintay                      |
| 16             | 2006           | Cómplices               | 155            | 6 de marzo de 2006 — 10 de octubre de 2006    | Vicente Sabatini | —                            |
| 17             | 2007           | Corazón de María        | 122            | 12 de marzo de 2007 — 3 de septiembre de 2007 | Vicente Sabatini | —                            |
| 18             | 2008           | Viuda Alegre            | 123            | 10 de marzo de 2008 — 1 de septiembre de 2008 | Vicente Sabatini | Zapallar                     |

## Actores

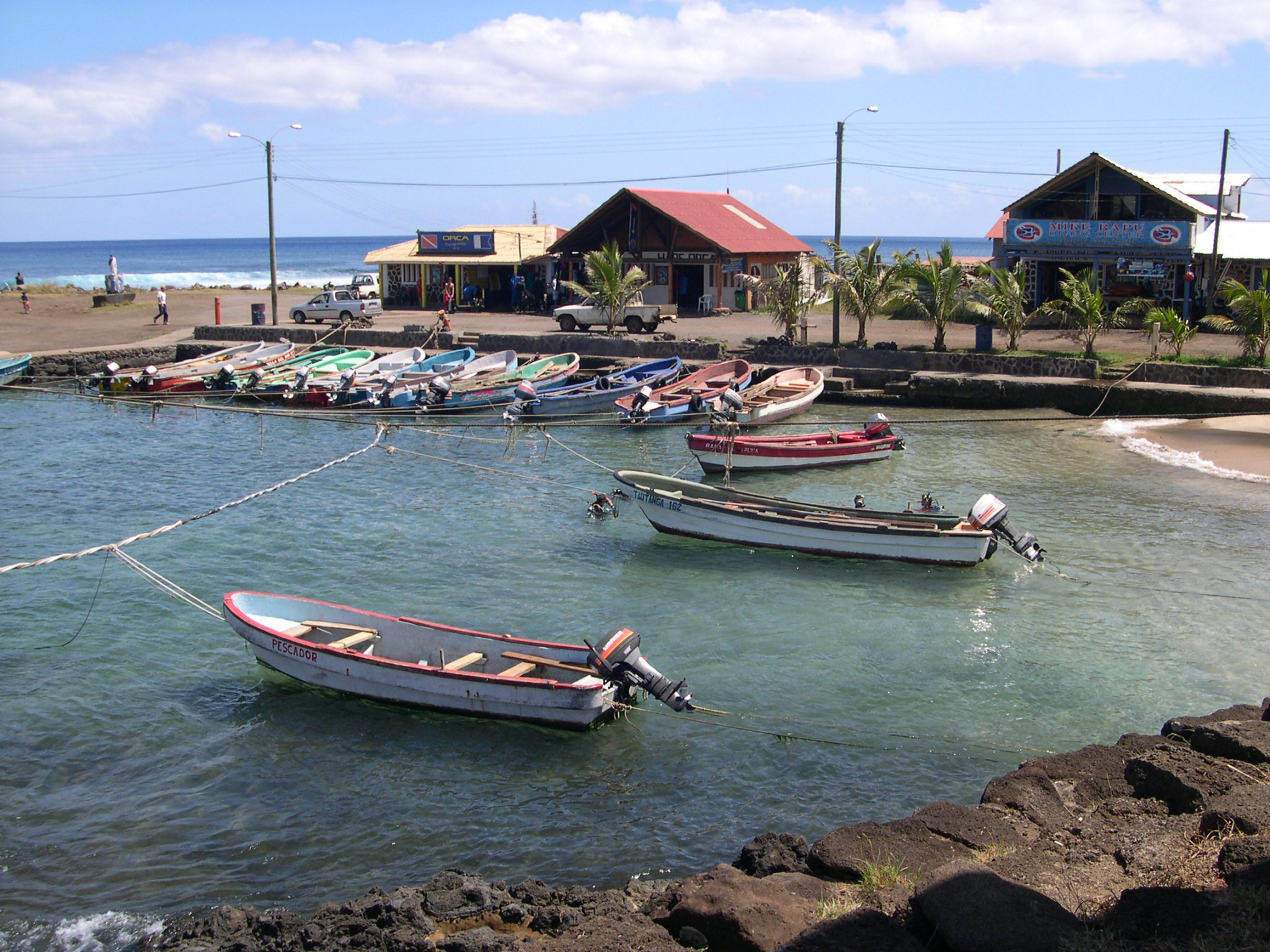
Puerto Hanga Roa Harbour de Rapa Nui utilizado en escenas de Iorana, 1998.

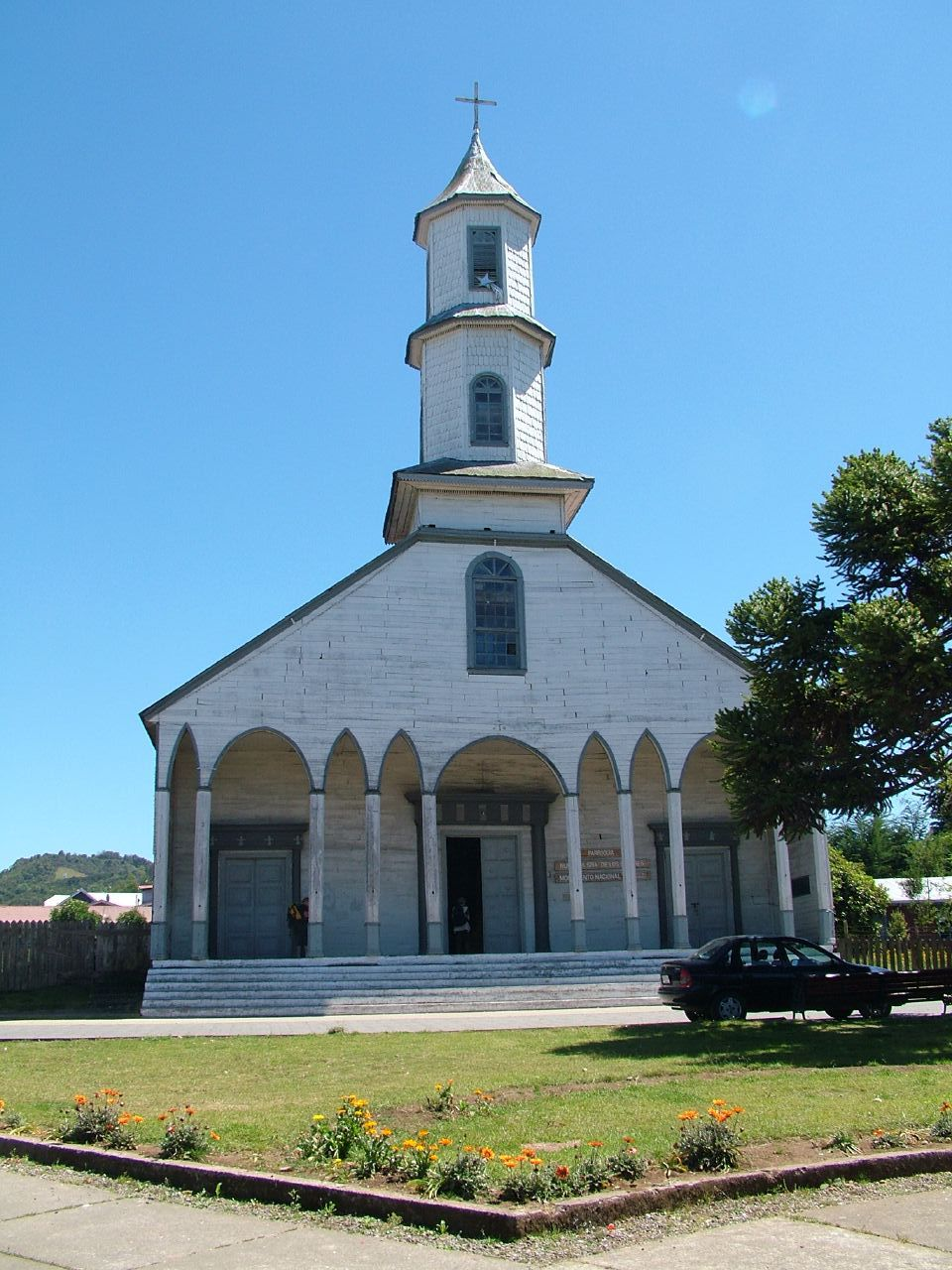
Fachada de la iglesia de Nuestra Señora de los Dolores de Dalcahue en donde se filmaron escenas de La Fiera, 1999.

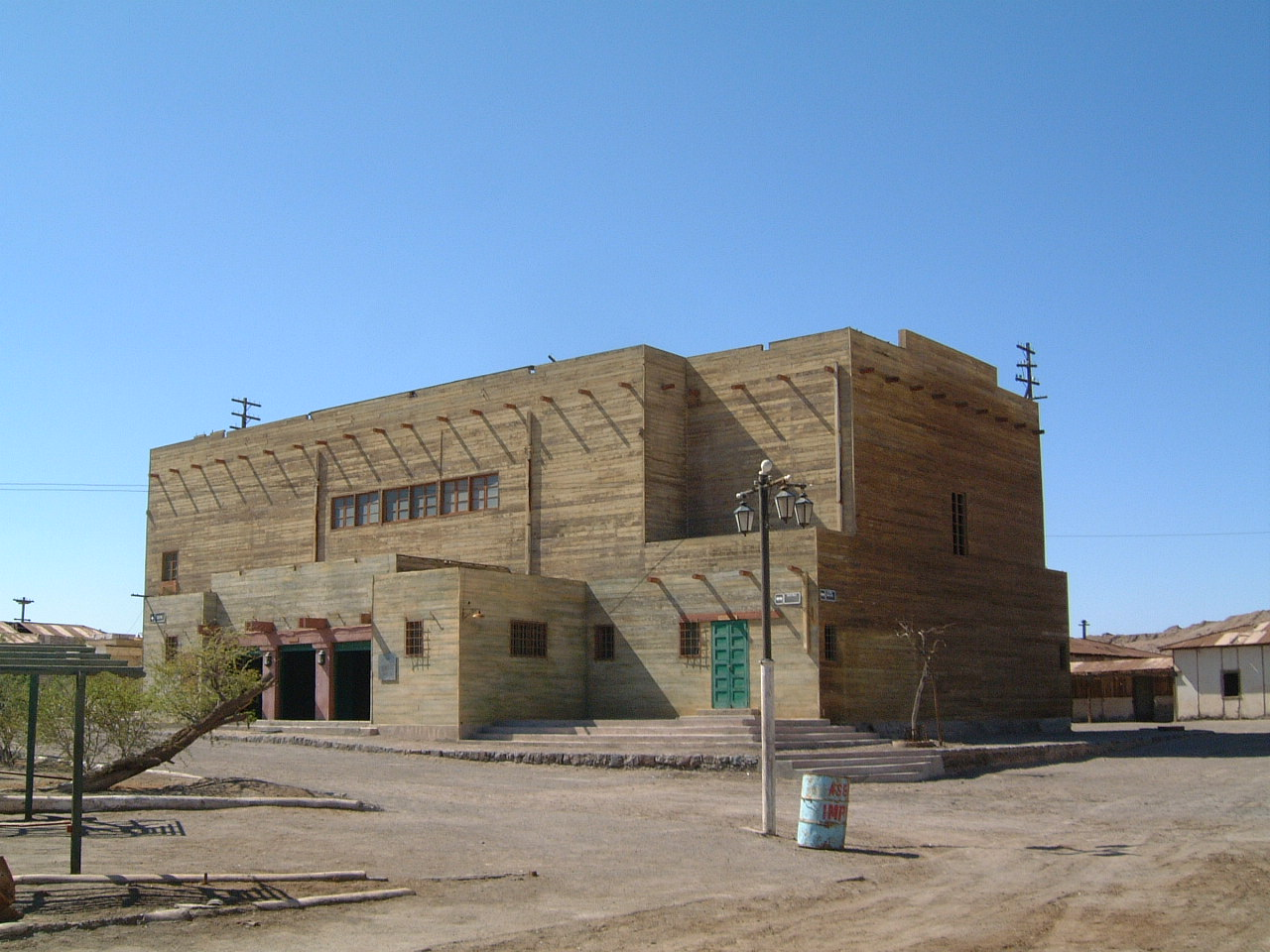
Teatro Humberstone de las Oficinas salitreras de Humberstone y Santa Laura fue utilizado para grabar Pampa Ilusión, 2001.

Listado de actores dirigidos por Vicente Sabatini entre 1992 y 2006 ordenados por fecha de nacimiento:[cita requerida]
- Mireya Véliz (1915–2013)
- Rubén Sotoconil (1917–2002)
- Mario Montilles (1919–2012)
- María Cánepa (1921–2006)
- Silvia Piñeiro (1922–2003)
- Maité Fernández (1924–2010)
- Marés González (1925–2008)
- Arnaldo Berríos (1928–2016)
- Delfina Guzmán (1928–)
- Violeta Vidaurre (1928–2021)
- Luis Alarcón (1929–2023)
- Paz Yrarrázaval (1931–2010)
- Mireya Moreno (1931–2023)
- Eduardo Soto (1934–2014)
- Luz Jiménez (1934–)
- Héctor Noguera (1937–)
- Anita Klesky (1937–2000)
- Marcelo Romo (1941–2018)
- Yael Unger (1941–)
- Eduardo Barril (1941–)
- Hugo Medina (1943–)
- Sergio Hernández (1945–)
- Héctor Aguilar (1945–)
- José Soza (1946–)
- Óscar Hernández (1947–)
- Alejandro Castillo (1948–)
- Mauricio Pesutic (1948–)
- Ana Reeves (1948–)
- Shlomit Baytelman (1949–)
- Ernesto Gutiérrez (1949–2020)
- Mariel Bravo (1950–)
- Elsa Poblete (1952–)
- Mario Gatica (1952–)
- Rodolfo Pulgar (1953–)
- Coca Guazzini (1953–)
- Francisco Reyes (1954–)
- Mabel Farías (1955–)
- Alfredo Castro (1955–)
- Consuelo Holzapfel (1956–)
- Claudia Di Girolamo (1956–)
- Maricarmen Arrigorriaga (1957–)
- Carmen Disa Gutiérrez (1957–)
- Roxana Campos (1958–)
- Erto Pantoja (1960–)
- María Izquierdo (1960–)
- Rodrigo Pérez (1961–)
- Adriana Vacarezza (1961–)
- Luis Gnecco (1962–)
- Ricardo Pinto (1962–)
- Renato Munster (1962–)
- Ximena Rivas (1963–)
- Álvaro Rudolphy (1964–)
- Patricia Rivadeneira (1964–)
- Remigio Remedy (1965–)
- Amparo Noguera (1965–)
- Juan Falcón (1965–)
- Francisco Melo (1966–)
- Lorene Prieto (1967–)
- Alessandra Guerzoni (1968–)
- Álvaro Morales (1968–)
- Claudia Burr (1968–)
- Juan Pablo Bastidas (1968–)
- Paulina Urrutia (1969–)
- Marcelo Alonso (1969–)
- Alejandra Fosalba (1969–)
- Aline Kuppenheim (1969–)
- Pablo Schwarz (1970–)
- Viviana Rodríguez (1970–)
- Felipe Braun (1970–)
- Valentina Pollarolo (1971–)
- Ángela Contreras (1971–)
- Ana Luz Figueroa (1971–)
- Francisca Imboden (1971–)
- Tamara Acosta (1972–)
- Yasmín Valdés (1972–)
- Antonia Zegers (1972–)
- Claudio Ravanal (1973–)
- Francisca Gavilán (1973–)
- Juan Pablo Ogalde (1973–)
- Taira Court (1973–)
- César Caillet (1974–)
- Carolina Fadic (1974–2002)
- Álvaro Espinoza (1974–)
- Blanca Lewin (1974–)
- Ingrid Isensee (1974–)
- Felipe Ríos (1975–)
- Claudia Cabezas (1975–)
- Paz Bascuñán (1975–)
- Néstor Cantillana (1975–)
- Nicolás Saavedra (1975–)
- Patricia López (1976–)
- Mauricio Inzunza (1977–)
- María José Necochea (1977–)
- Ricardo Fernández (1978–)
- Daniela Lhorente (1979–)
- Adela Secall (1979–)
- Diego Casanueva (1979–)
- Francisca Lewin (1980–)

## Equipo de producción
Directores y ejecutivos
- Vicente Sabatini, director de telenovelas.
- Cecilia Stoltze, directora de producción de Televisión Nacional.
- Jaime de Aguirre, director de programación de Televisión Nacional.
- Jorge Navarrete Martínez, director ejecutivo de Televisión Nacional.
- Leonardo Rojas, director asistente de Sabatini.
- Patricio González, director asistente de Sabatini.

Productores
- Verónica Saquel, productor ejecutivo de Área Dramática (1992-1996)
- Pablo Ávila, productor ejecutivo de Área Dramática (1997-2004)
- Verónica Brañes, coordinadora de telenovelas
- Marcelo Muñoz, coordinador de telenovelas de Sabatini
- Daniela Demicheli, coordinadora de telenovelas de Sabatini
- Patricio López, coordinador de telenovelas de Sabatini

Guionistas
- Víctor Carrasco
- Jorge Marchant Lazcano
- Fernando Aragón
- Arnaldo Madrid
- Sergio Bravo
- Hugo Morales
- Gonzalo Peralta
- Alejandro Cabrera
- Nona Fernández
- María José Galleguillos
- Larissa Contreras
- Marcelo Leonart
- René Arcos
- Alexis Moreno
- Ricardo Altman
- Carlos Galofré
- Tania Tamayo
- Aliú García
- Daniela Lillo
- Nelson Pedrero
- David Bustos
- Rodrigo Ossandón
- Carlos Oporto

## Exclusividad
- Claudia Di Girolamo (contrato de 4 años, con exclusividad de renovación)
- Bastián Bodenhöfer (contrato de 2 años, con exclusividad de renovación)
- Francisco Reyes (contrato de 2 años, con exclusividad de renovación)
- Álvaro Rudolphy (contrato de 2 años, con exclusividad de renovación)
- Sigrid Alegría (contrato de 2 años, con exclusividad de renovación)
- Yael Unger (contrato anual, con exclusividad de renovación)
- Ángela Contreras (contrato anual, con exclusividad de renovación)
- Carolina Fadic (contrato anual, con exclusividad de renovación)